# Гутнов Євгеній Соломонович
Євгеній Соломонович Гутнов (1881— ~1968) — інтелігент з Осетії, власник приватної типографії у Берліні.

## Біографія

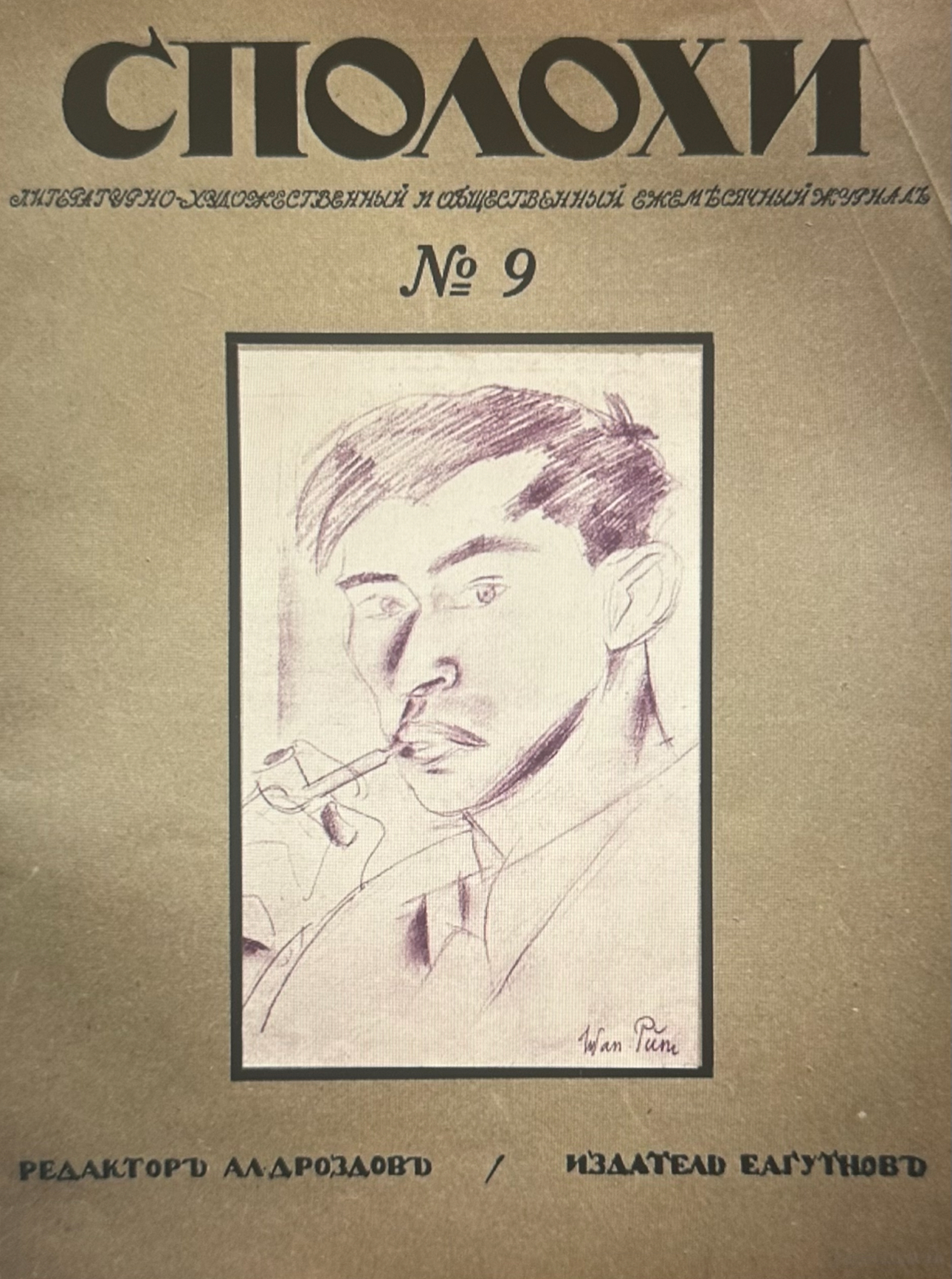
Обкладинка журналу Сполохи № 9

Євгеній виріс в сім'ї Соломона та Гадзі Гутнових, у поселенні Дзівгіс. У Соломона й Газі було 5 синів й 2 доньки. Євгеній був старшим сином, другого звали Кирило, молодшого — Ельбрус.
Юнаком Євгеній переїхав до Владикавказу й вступив на верстальника  у типографію.
У 1908 році Євгеній переїхав до Петербургу, де навчався й одночасно працював в типографії.
У 1912 році за участь у  заворушеннях його заарештували, а коли звільнили, залишили без права проживання в центральних губерніях Росії.
Після цього Євгеній виїхав до Німеччини, де надійно влаштувався до початку 20-х років. Спочатку він працював верстальником у невеликій приватній типографії Берліну.  

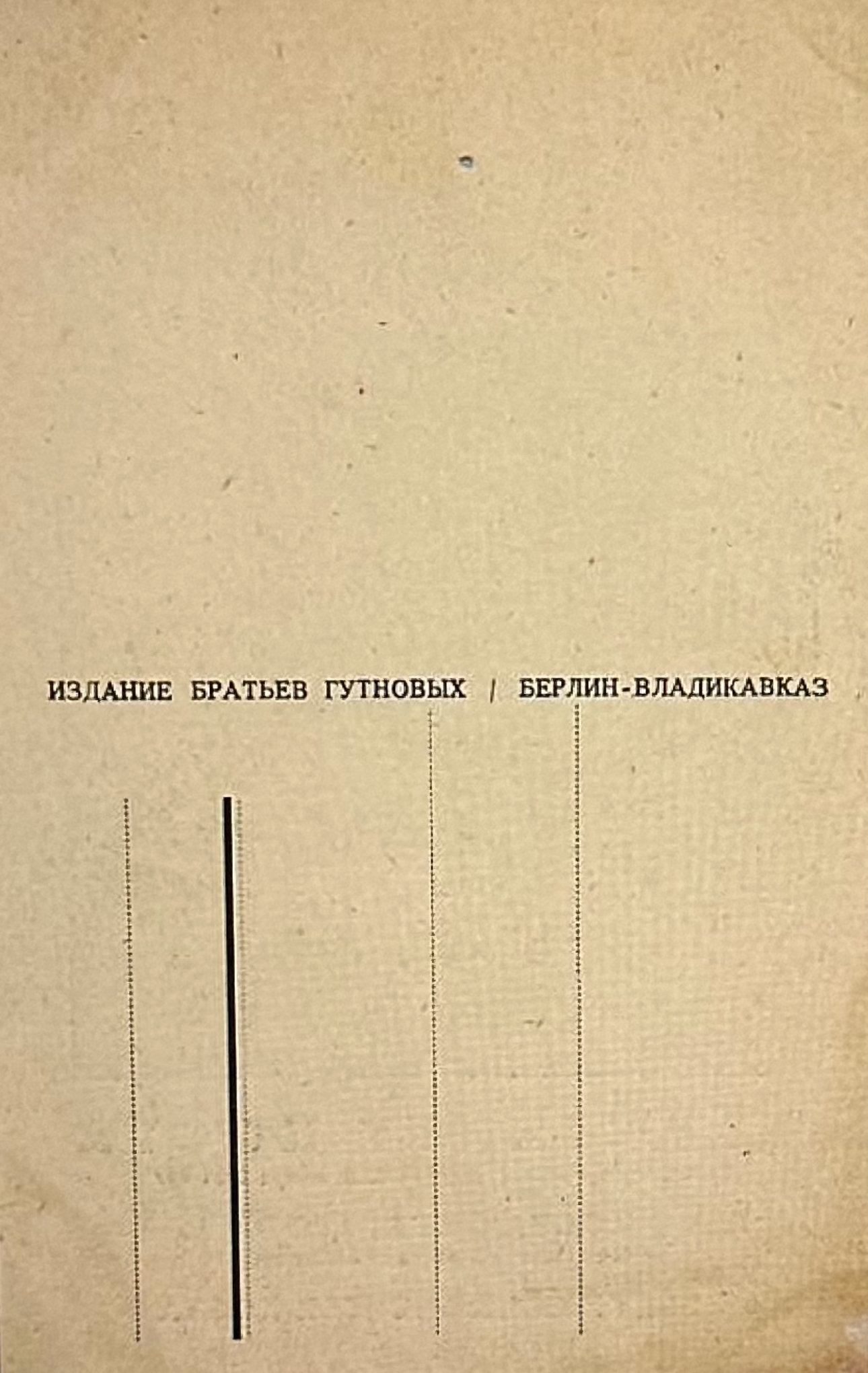
Видавництво братiв Гутнових

Познайомився, закохався й невдовзі одружився з донькою власника типографії — Фрідою.
Коли, після смерті тестя, Євгеній став власником типографії, він почав видавати осетинську літературу й, в першу чергу, Коста Хетагурова, яким захоплювався зі шкільних років в Дзівгісі, з того часу, як до його рук потрапив «Ірон Фандир», що став для нього дороговказом. Виданий у 1922-му році «Ірон Фандир», Євгеній супроводжував словами "…і кажу Коста: «Нехай святиться ім'я твоє! Уся Осетія вдячна тобі!» Книзі його — «щасливого шляху до рідної Осетії»
У 1924 році у Євгенія та Фріди народився син, якому дали ім'я улюбленого поета — Коста.
У 1921 році в своїй типографії Євгеній надрукував перший альманах «Спалахи», який у подальшому друкував таких відомих письменників як К.Бальмонт, І.Бунін, Н.Мінський, Н.Оцуп, В.Ходосевич, М.Волошин, А.Толстой.
Видавництво Євгенія надрукувало в загальній кількості більше 200 журналів та книжок з філософії, літератури та культури.
Усі справи по розповсюдженню своїх видань в Осетії Євгеній доручав брату Кирилу. Кирило також допомагав перевозити до Росії обладнання для типографії. 28-го жовтня 1937 року Кирила заарештували й звинуватили в участі у буржуазно-націоналістичній, повстанській організації  й 10 грудня того ж року розстріляли. Перевірка карної справи, яка була проведена Головною воєнною прокуратурою показала, що в Північній Осетії ніколи не було буржуазно-націоналістичної, повстанської організації, а справа була сфабрикована.
Багато деталей з життя Євгенія стали відомими з численних листів молодшим братам Кирилові та Ельбрусу, а також завдяки зусиллям племінниці Євгенія — осетинської педагогині й письменниці — Зефірі Кирилівні Бутаєвій.
Останні роки свого життя Євгеній провів у Західному Берліні і навіть в останньому своєму листі до брата Ельбруса він турбувався про долю осетинських книжок, які в нього збереглися.